# Luoyang-Brücke

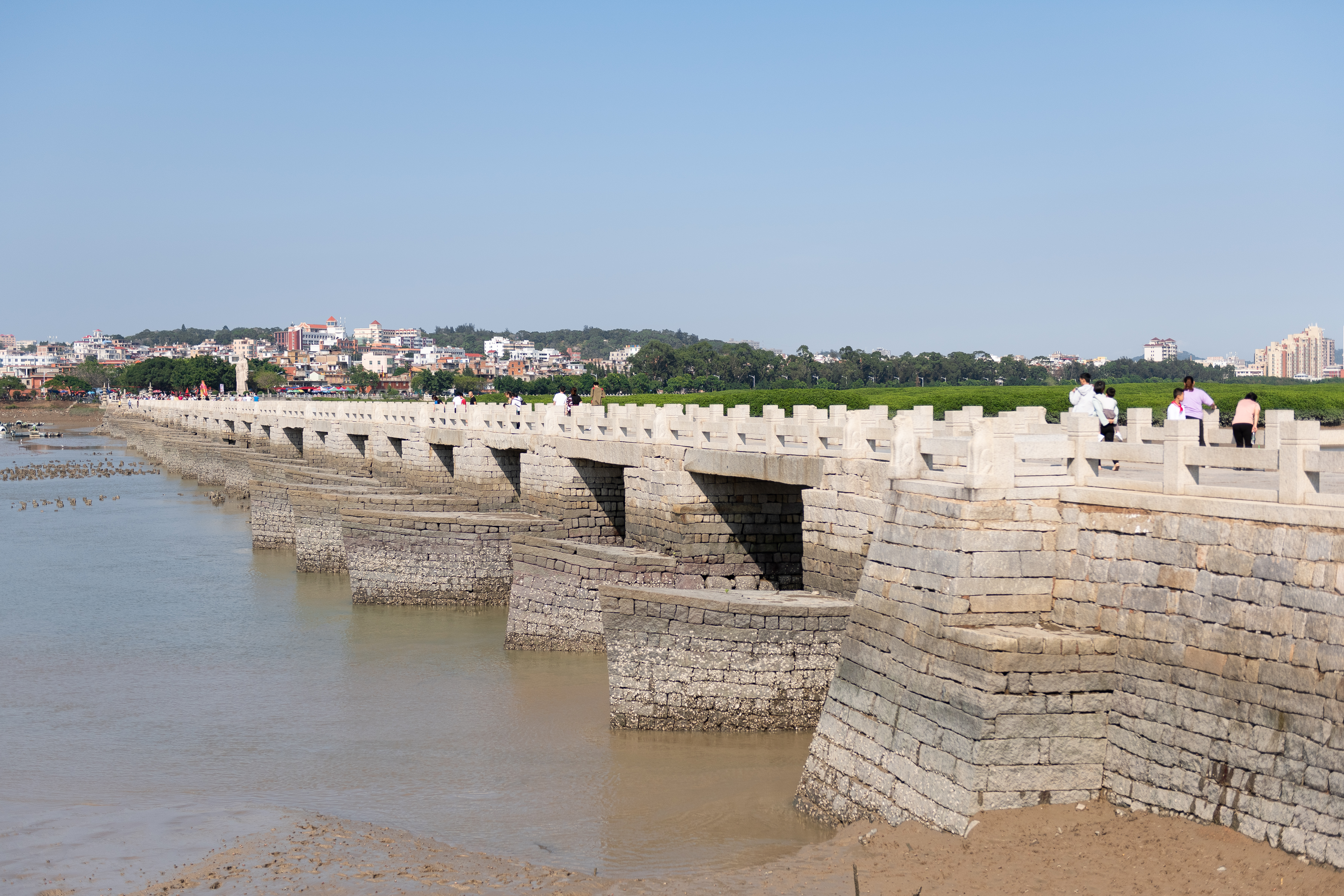
Luoyang-Brücke

Die Luoyang-Brücke (chinesisch 洛陽橋 / 洛阳桥, Pinyin Luòyáng Qiáo) oder Wan’an-Brücke (chinesisch 萬安橋 / 万安桥, Pinyin Wàn’ān Qiáo – „Brücke des Zehntausendfachen Friedens“) in der Stadt Quanzhou, Provinz Fujian, China, ist eine alte mit einem steinernen Geländer versehene Steinplattenbrücke über den dort noch gezeitenabhängigen Luoyang-Fluss (洛陽江; Luòyáng Jiāng).

## Beschreibung

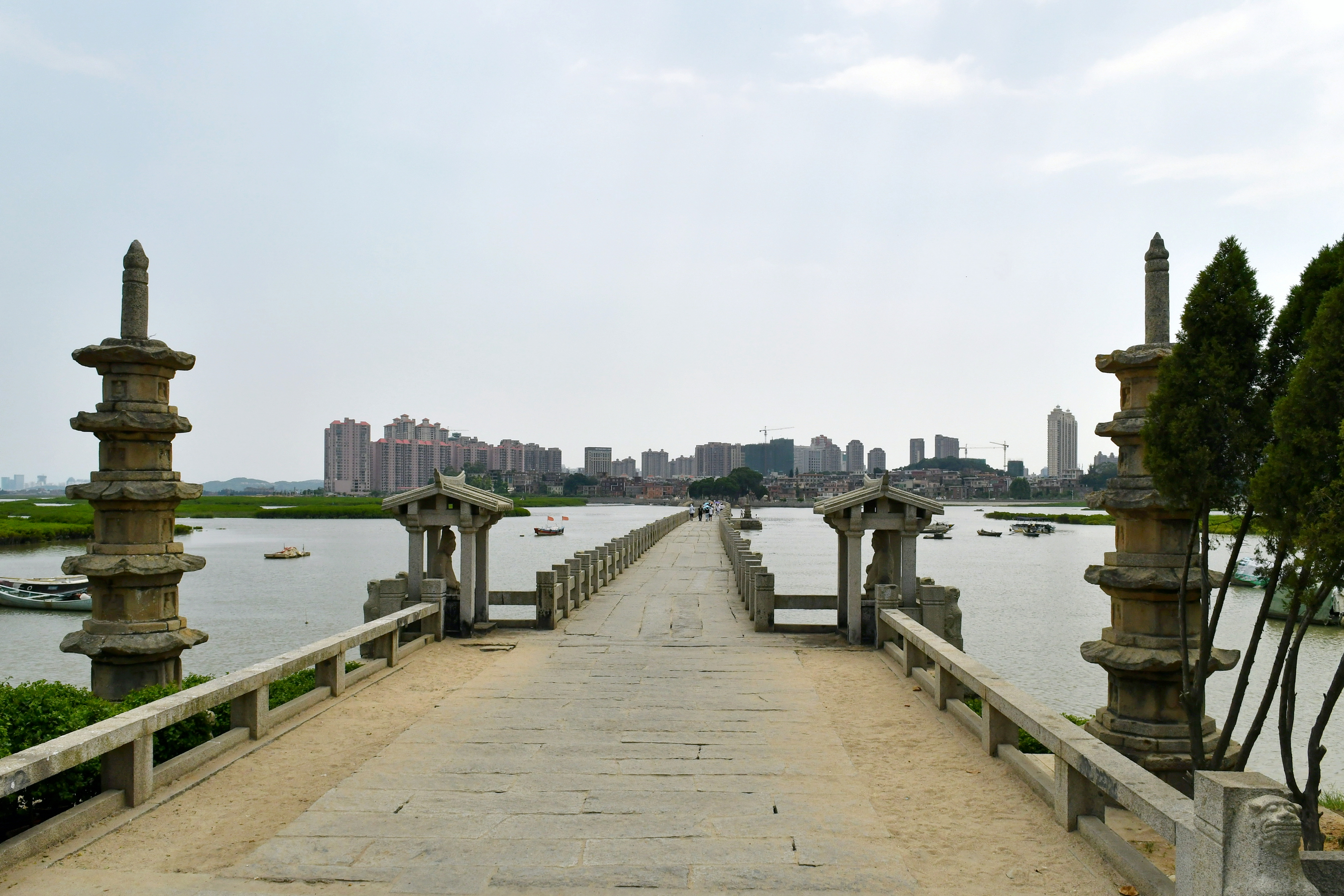
Nördliche Seite der Brücke

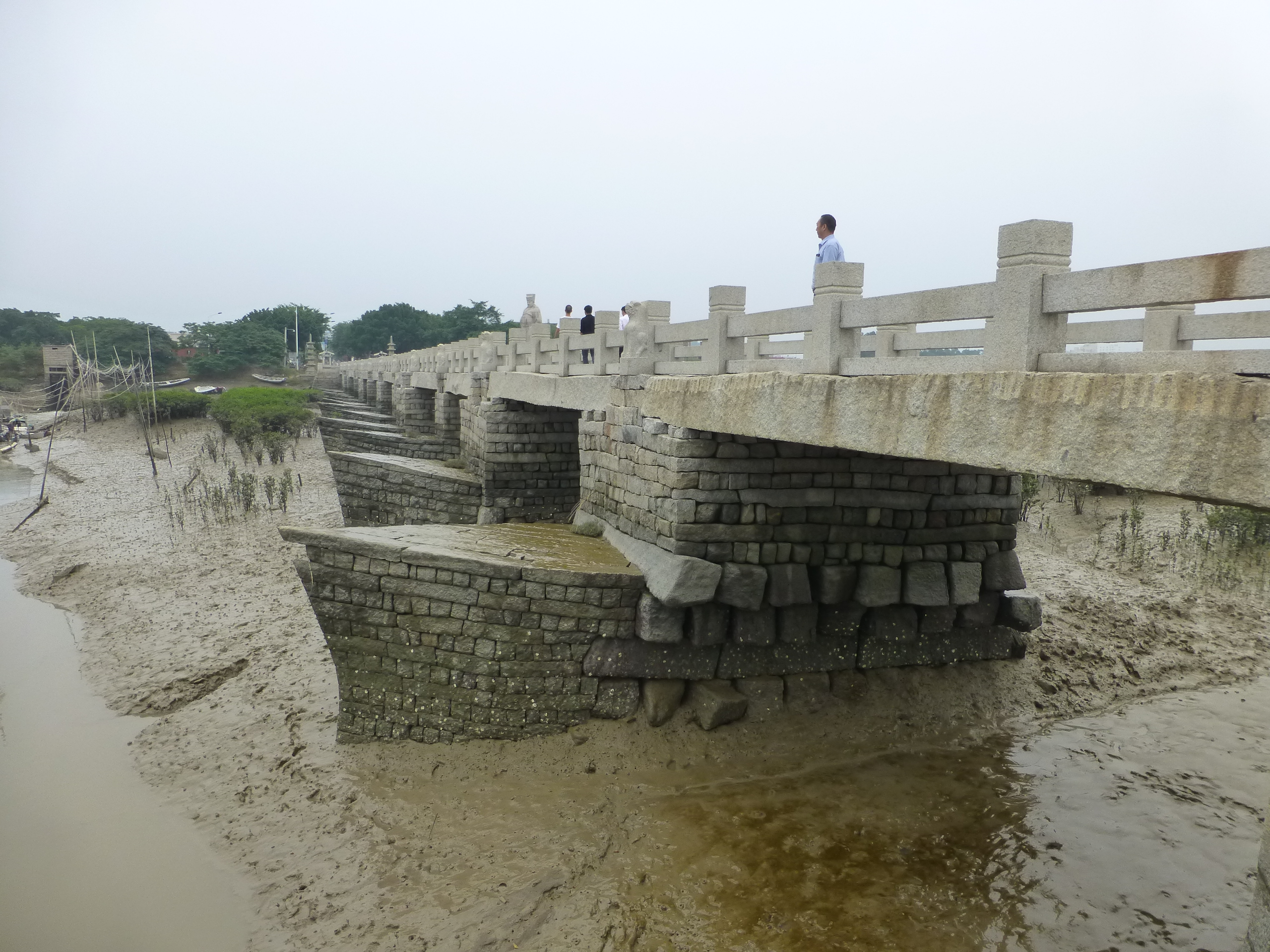
Brückenpfeiler

Die Luoyang-Brücke gehört zusammen mit der Marco-Polo-Brücke (Lugou Qiao) in Peking, der Zhaozhou-Brücke in Hebei und der Guangji-Brücke in Chaozhou, Provinz Guangdong zu den bekannten alten chinesischen Steinbrücken.
Sie dient heute als Fußgängerbrücke, einst war sie auch eine Anlegestelle.
Sie wurde in der Zeit der Nördlichen Song-Dynastie in den Jahren 1053 bis 1059 erbaut.
Die Brücke hatte ursprünglich eine Gesamtlänge von ca. 1200 m, bevor das Flussbett durch Eindeichungsmaßnahmen verengt wurde. Heute führt sie (von West nach Ost) über einen kurzen, in den Fluss gebauten Damm und 7 Brückenfelder zu einer kleinen Insel, von der aus weitere 40 Felder zum östlichen Ufer führen. Alle Felder haben Pfeilerachsabstände von ca. 11 m. Die breiten, aus Steinbalken gemauerten Pfeiler stehen auf Fundamenten mit Strömungsteilern in Form eines Schiffsbugs. Die Brücke ist heute einschließlich der kleinen Insel etwa 730 m lang und 4,5 m breit.
Sie ist mit 28 Steinlöwen, sieben Steinpavillons und neun Steinpagoden verziert.
Die Brücke steht seit 1988 auf der Liste der Denkmäler der Volksrepublik China in Fujian (3-68).